# Pogrom van Oujda en Jerada

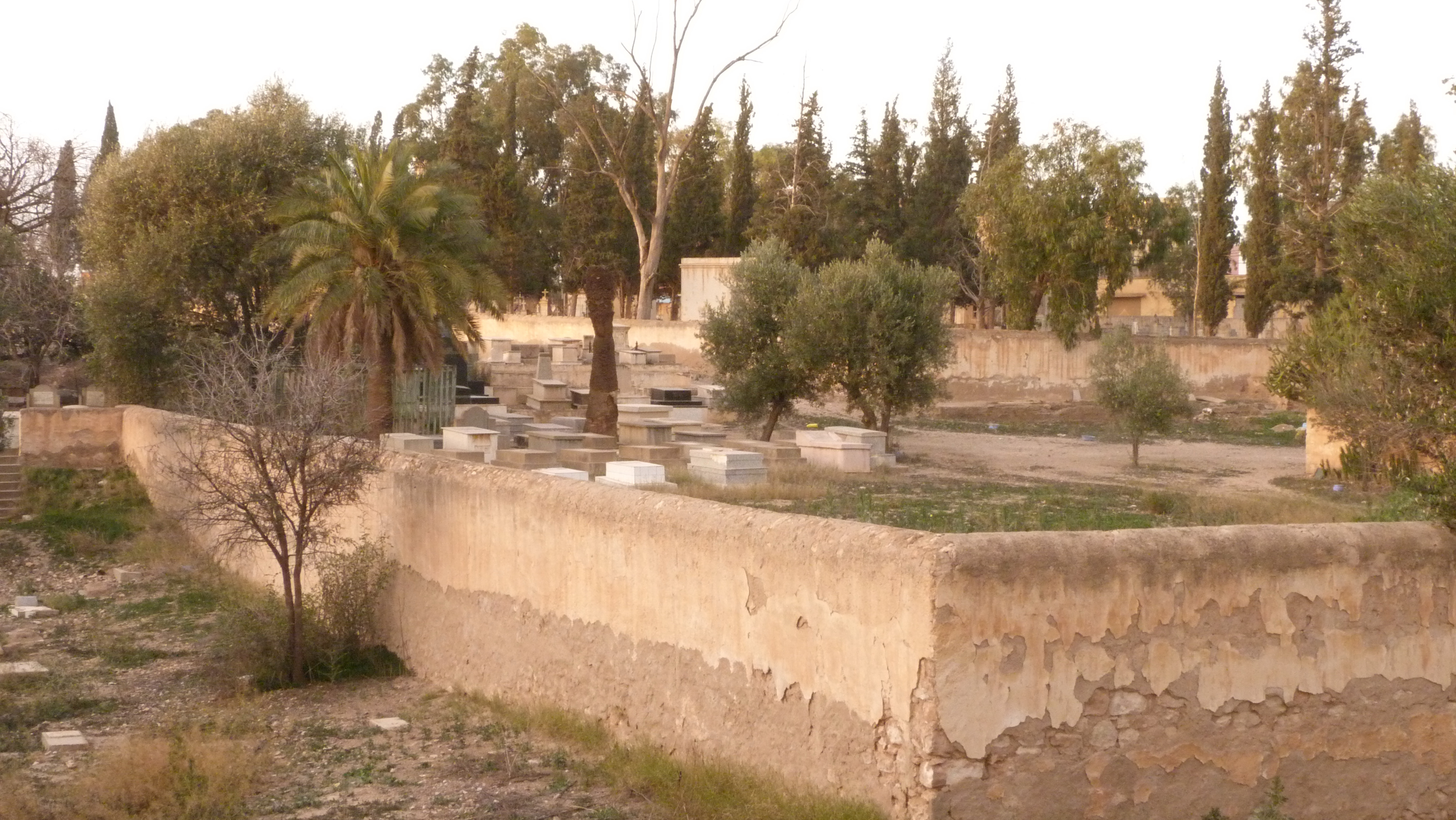
Joods kerkhof van Oujda

De pogrom van Oujda en Jerada vond plaats in de maand juni van het jaar 1948 in de Marokkaanse steden Oujda en Jerada, in het toenmalige Frans-Marokko. Deze pogrom volgde op het uitroepen van de staat Israël in november 1947. Ten minste 42 Joden werden vermoord.
Tijdens het conflict tussen Joden en Arabieren in het Britse Mandaatgebied Palestina werd de haat tegenover de Joden in Marokko steeds heviger. De Joodse gemeenschap telde in die tijd circa 250.000 tot 350.000 personen. In de nacht van 7 juni op 8 juni 1948 kwam deze haat tot uitbarsting in een pogrom in beide steden. Naast de 42 doden raakten circa 150 Joden gewond.
Na de pogrom vluchtten de Joodse inwoners van de stad naar de nieuwe staat Israël. In de daaropvolgende jaren bleven er onlusten plaatsvinden, zo werden er in juni 1953 43 joden vermoord tijdens rellen. Het geweld werd erger na de Marokkaanse onafhankelijkheid op 2 maart 1956. De antisemitische rellen en armoede maakten dat veel Marokkaanse Joden na de oorlog wilden emigreren, dat ging echter niet zomaar, vanaf 1956 verbood de regering hen het land te verlaten. In 1961 kregen ze van koning Hassan II toestemming om zich elders te vestigen. Direct daarna vertrokken grote groepen Joden naar Israël, Frankrijk, de Verenigde Staten en Canada. Vanaf 1963 is emigratie van Joden officieel toegestaan. Na de Zesdaagse Oorlog in 1967 laaide het antisemitisme weer op, Joden die nog in Marokko woonden emigreerden omdat hun levensomstandigheden sterk verslechterden. Van de Joodse gemeenschap in Marokko is weinig meer overgebleven.